# Авганова, Гульбахор
Гульбахо́р Авга́нова (тадж. Гулбаҳор Авғонова; 1926, Тешикташ —?) — звеньевая колхоза имени Сталина Орджоникидзеабадского района Таджикской ССР. Герой Социалистического Труда (1957).

## Биография
Родилась 22 января 1926 года в кишлаке Тешикташ (ныне — Вахдатский район Таджикистана). По национальности таджичка.
В 1940 году, после окончания школы-семилетки, вступила в хлопководческий колхоз имени Сталина Орджоникидзеабадского района Таджикской ССР. Работала в нём том числе и в годы Великой Отечественной войны.
В 1948 году Гульбахор Авганову назначили звеньевой колхоза. На этом посту она регулярно показывала высокие результаты по возделыванию и уборке хлопка, выполняла и перевыполняла производственные планы. Возглавляемое ей звено в 1948 и 1949 годах получило рекордный урожай хлопка — по 48—50 центнеров с гектара.
Указом Президиума Верховного Совета СССР «О присвоении звания Героя Социалистического Труда колхозникам, колхозницам, работникам машинно-тракторных станций, партийным и советским работникам Таджикской ССР» от 17 января 1957 года за «выдающиеся успехи, достигнутые в деле развития советского хлопководства, широкое применение достижений науки и передового опыта в возделывании хлопчатника и получение высоких и устойчивых урожаев хлопка-сырца» Авгановой Гульбахор было присвоено звание Героя Социалистического Труда с вручением ордена Ленина и золотой медали «Серп и Молот».
Гульбахор Авганова работала в колхозе имени Сталина (в дальнейшем — колхоз «Гулистан») до 1960 года. В 1978—1983 годах трудилась в хлопководческом колхозе имени Тельмана. С 1983 года — на пенсии, персональный пенсионер. После выхода на пенсию проживала в родном Орджоникидзеабадском (с 1991 года — Кофарнихонском, с 2003 — Вахдатском) районе Таджикистана. Точна дата смерти не установлена.

## Награды
- Герой Социалистического Труда (17.01.1957)
- орден Ленина (17.01.1957)
- медали СССР
- Почётная Грамота Президиума Верховного Совета Таджикской ССР
- Мастер хлопка Таджикской ССР (1957).